# Municipio de Green Bay (condado de Clarke)
El municipio de Green Bay (en inglés: Green Bay Township) es un municipio ubicado en el condado de Clarke en el estado estadounidense de Iowa. En el año 2010 tenía una población de 248 habitantes y una densidad poblacional de 2,62 personas por km².

## Geografía
El municipio de Green Bay se encuentra ubicado en las coordenadas 40°56′35″N 93°43′48″O / 40.94306, -93.73000. Según la Oficina del Censo de los Estados Unidos, el municipio tiene una superficie total de 94.61 km², de la cual 94,61 km² corresponden a tierra firme y (0 %) 0 km² es agua.

## Demografía
Según el censo de 2010, había 248 personas residiendo en el municipio de Green Bay. La densidad de población era de 2,62 hab./km². De los 248 habitantes, el municipio de Green Bay estaba compuesto por el 99,19 % blancos y el 0,81 % eran de una mezcla de razas. Del total de la población el 2,82 % eran hispanos o latinos de cualquier raza.